# Robin Cochrane
Robin Cochrane, född 10 juni 1981 i Östersund, är en svensk slagverkare, keyboardist och musikproducent.
Han har spelat med en rad svenska band och musiker inom såväl reggaegenren som jazz samt olika folk- och världsmusiksammanhang. Bland de artister han spelat med kan nämnas Jonas Knutsson, Fanta Yayo, Ale Möller och Bengt Bergers Cool Funeral Beer Band. 
Han driver även Klubb Mariama och har även producerat podden Mariamapodden i vilken han intervjuar musiker som flyttat till Sverige. Cochrane har också valts in som medlem i tankesmedjan Unga tankar om musik (UTOM).
Robin Cochrane har gett ut ett antal instrumentala skivor under sitt alias Robbie Rulah, och producerat musik åt artister som Afrotronics, P-danjelsa och Mysticman.[källa behövs] Han har också varit med som slagverkare till musiken dokumentären Mellan bleke & storm (2014). Året därpå släppte han den egenproducerade skivan Amirim med Sirocco, ett band som utövar yrafitiobell judisk musik. Vidare spelade han trummor till musiken i datorspelet Battlefield V (2018).
År 2022 prisades han på Grammisgalan då Ebo Krdums skiva Diversity, där Cochrane medverkar på slagverk och balafon, vann pris för Årets folkmusik.

## Diskografi

### Robbie Rulah
- Robbie Rulah: (2003)
- Tramp
- Tramp Remixes
- The Desert factor
- Abjeez: Who's yo daddy? (4 låtar, 2007)

### Co-producent mm
- Manantial: Mi propia película (2004)
- Abjeez: Hameh (2005)
- Abjeez: Perfectly Displaced (2009)
- P-danjelsa: Goffa (2008)
- Manantial: Basado En Hechos Reales (2012)
- Afrotronics (untitled aprox 2013)